# Filostrato (poema)
Il Filostrato è un poemetto giovanile dello scrittore Giovanni Boccaccio; secondo una non corretta etimologia "vinto d'amore" (in effetti il significato è "l'amante degli eserciti".)
L'opera, composta da Boccaccio durante il soggiorno napoletano probabilmente nel 1335, è scritta in ottave e narra di Troiolo (Troilo), ultimo figlio di Priamo, e del suo amore, ricambiato, per Criseide, figlia del sacerdote di Apollo Crise. Durante uno scambio di prigionieri però, la giovane donna si reca al campo dei greci accompagnata dall'eroe acheo Diomede: Troiolo, temendo che Criseide l'abbia tradito, si appresta a vendicarsi su Diomede, ma viene prima ucciso da Achille.
La materia narrativa è tratta dal Roman de Troie, romanzo francese del XII sec. di Benoit de Sainte-Maure. Al centro della vicenda non stanno tanto le vicende belliche quanto l'esperienza amorosa del protagonista e i suoi risvolti psicologici, in cui si rispecchiano, come dichiarato nel proemio, le vicende dello stesso autore.
Boccaccio riprenderà il nome dell'opera assegnandolo ad uno dei dieci narratori del Decameron.

## Trama
Il racconto si sviluppa attraverso otto parti suddivise, tolta l'ultima di congedo, in due tempi. Nel primo (parti I-III) è centrale il cedere all'amore, anche grazie alla mediazione dell'amico, e cugino della donna, Pandaro, da parte di Troiolo, rispetto all'iniziale atteggiamento misogino, e Criseide, che, invece, si tratteneva per onorare la recente vedovanza. Nel secondo tempo (parti IV-VIII) si assiste alla separazione dei due amanti verso il tragico epilogo: in cambio del prigioniero troiano Antenore, Criseide è restituita al padre, dopo essere stata presa in consegna dal greco Diomede, innamorato di lei. Troiolo, dopo aver atteso invano il suo ritorno, struggendosi per la gelosia, crede che Criseide l'abbia tradito a causa di un fermaglio che egli aveva donato alla giovane e che invece suo fratello Deifobo strappa in battaglia proprio a Diomede. Accecato dall'ira e deciso a vendicarsi, entra in battaglia ma viene ucciso da Achille.

## Edizioni
- Giovanni Boccaccio, Filostrato, Impresso ne la inclita cita di Milano, per magistro Uldericho Scinzenzeler, ne l'anno MCCCCLXXXXIX a di VIII del mese de novembre.
- Giovanni Boccaccio, Caccia di Diana - Filostrato, a cura di Vittore Branca, Mondadori, 1990.